# Pine Valley (Wisconsin)
Pine Valley es un municipio del condado de Clark, Wisconsin, Estados Unidos. Tiene una población estimada, a mediados de 2022, de 1173 habitantes.

## Geografía
El municipio está ubicado en las coordenadas 44°33′22″N 90°37′23″O / 44.55611, -90.62306. Según la Oficina del Censo de los Estados Unidos, tiene una superficie total de 86.6 km², de la cual 85.6 km² corresponden a tierra firme y 1.0 km² están cubiertos de agua.

## Demografía
Según el censo de 2020, en ese momento había 1175 personas residiendo en la zona. La densidad de población era de 13.7 hab./km². El 95.8% de los habitantes eran blancos, el 0.3% eran afroamericanos, el 0.5% eran amerindios, el 0.4% eran asiáticos, el 1.4% eran de otras razas y el 1.6% eran de una mezcla de razas. Del total de la población, el 2.55% eran hispanos o latinos de cualquier raza.